# 藤原林七
藤原 林七（ふじわら りんしち、明和2年（1765年） - 天保8年11月20日（1837年12月17日））は、長崎の武士で、後に肥後藩に移り石工となった人物。種山石工の祖。

## 生涯
元は下級武士の家系であり長崎奉行所に勤めていたが、長崎に架けられていた眼鏡橋を見て、重い石を積み上げて造られているにもかかわらずアーチの中に支柱も不要なこの橋の建造技術に関心を持ち、出島に滞在していたオランダ人と接触し、石橋の建造技術の元となる円周率の計算方法を学んだ。しかし、鎖国中の当時は無断で異国人と接することは禁じられており、これを破った林七は長崎から遠く逃れ肥後藩種山村（現熊本県八代市）まで来た（天明7年（1787年））。ここで宇七に出会い、石工の技術を学ぶ。藤原姓を捨て種子山姓を名乗るようになった林七は、農業に従事する一方でアーチ式石橋技術を身に着けた林七は、実験をかねて文化元年（1804年）現在の八代市東陽町に小さな石橋を3基建造した。これは林七自身が建造した唯一の石橋である。そして、地域の石工をまとめ種山石工を結成し、アーチ式石橋技術を伝授した。

## 系譜
かつては岩永三五郎が次男であるという説があったが現在では否定され、義理の息子だと考えられている。
子
- 長男・嘉八
- 次男・三平
- 長女・三与（後の三五郎の妻）

子孫
- 橋本勘五郎（丈八）は孫（嘉八の子）。林七、三五郎と合わせて三大棟梁と呼ぶ。